# Ruben Zadkovich
Ruben Anton Zadkovich (23 de maio de 1986) é um ex-futebolista profissional australiano que atua como meia.

## Carreira
Ruben Zadkovich representou a Seleção Australiana de Futebol, nas Olimpíadas de 2008, ele marcou um gol nesta edição. 